# Cal Sastre de Santa Fe
Cal Sastre de Santa Fe és una casa de Santa Fe, municipi de les Oluges, a la Segarra inclosa en l'Inventari del Patrimoni Arquitectònic de Catalunya.

## Descripció

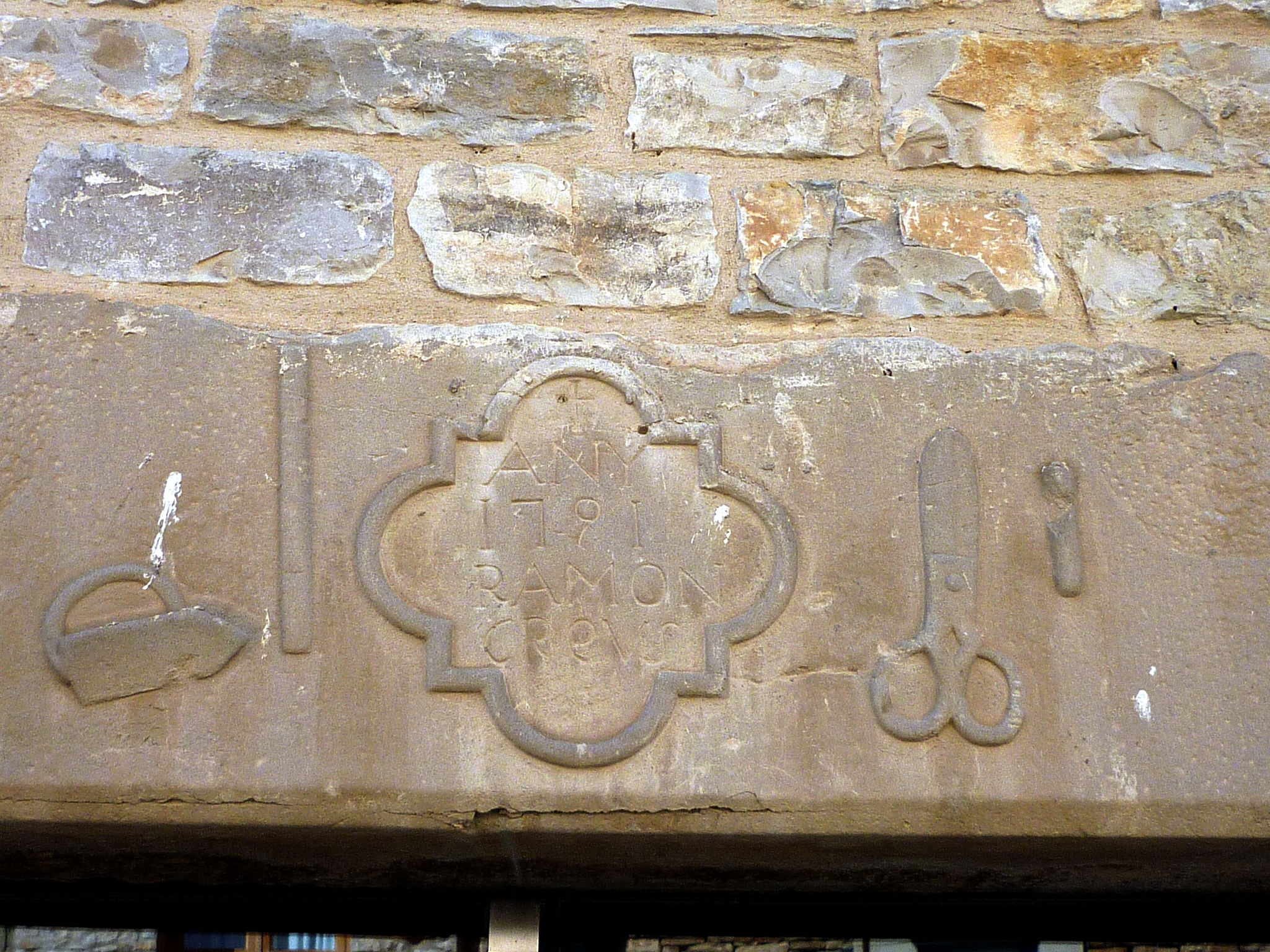
Llinda del portal

Casa situada a la plaça Major del nucli, formada per planta baixa i primer pis. A la planta baixa trobem la porta d'accés, amb els brancals i la llinda de pedra picada, la qual presenta una inscripció "Any 1781 Ramon Creus" i a cada costat les eines de l'ofici de sastre com la planxa i les tisores, ofici del promotor de la casa. La primera planta presenta cinc obertures, tres de centrals més petites i dos situades una a cada extrem de l'edifici de majors dimensions.
Ha estat molt reformada recentment.